# IC 4822
IC 4822 је спирална галаксија у сазвјежђу Паун која се налази на листи објеката дубоког неба у Индекс каталогу.
Деклинација објекта је - 72° 26' 28" а ректасцензија 19h 14m 45,6s. Привидна величина (магнитуда) објекта IC 4822 износи 14,2 а фотографска магнитуда 15,0. IC 4822 је још познат и под ознакама ESO 45-19, PGC 62952.